# Ющинський Андрій
Андрій Ющинський (1898, Київ — 25 березня 1911, Київ) — київський школяр, жертва вбивства. Відомий у зв'язку з наклепним обвинуваченням у цьому злочині київського єврея Менделя Бейліса (Див. Кривавий наклеп).
Андрій був незаконно народженим сином київського міщанина Феодосія Чиркова та Олександри Ющинської, яка торгувала в Києві грушами, яблуками та зеленню. Батька він не знав: незабаром після його народження Чирков покинув матір і потім був призваний на військову службу, проживши з Ющинською всього два роки. У 1905 році Ющинська вийшла заміж за палітурника Луку Приходька.
Хлопчик ріс без належного нагляду, оскільки його вітчим, зайнятий у своїй майстерні, з'являвся вдома тільки на суботу та неділю. Фактично вихованням керувала бездітна і відносно заможна (володіла коробковою майстернею) тітка, Наталія Ющинська. Вона ж оплачувала його навчання: у 8 років хлопчика віддали в «притулок», або «дитячий садок», при церкві святого Феодора в передмісті Лук'янівки; на наступний рік у вчительську семінарію. Сам Андрій був до тітки дуже прив'язаний і на питання приятеля, чи любить він матір і вітчима, відповідав, що найбільше любить тітку. Хлопчик висловлював бажання стати священиком («форма подобалася, положення подобалося» — пояснював його репетитор Мочуговський), і близько дев'яти місяців з ним займався псаломщик церкви Феодора диякон Дмитро Мочуговський, після чого в 1910 році він вступив до Києво-Софійського духовного училища при Софійському соборі.
Хлопчика характеризували як здібного, допитливого і сміливого (за те, що постійно ходив ночами і не боявся темряви, він отримав прізвисько «домовий»); при тому «був потайливий, ні з ким не сходився, тримався одноосібно».

## Вбивство

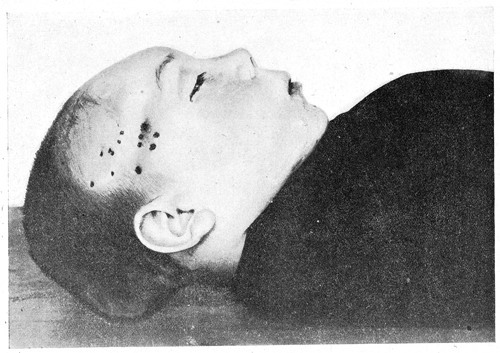
труп Андрія Ющинського

О 6 годині ранку 12 березня (25 березня) 1911 року Андрій, поснідавши, як завжди пішов до Києва з Слобідки (передмістя на іншому березі Дніпра). Однак, як з'ясувалося згодом, замість училища він попрямував у передмістя Лук'янівки, до свого друга Жені Чеберяка, у якого сподівався роздобути порох для виготовленої ним саморобної іграшкової рушниці.
Близько 9 години ранку ліхтарник Казимир Шаховський бачив Андрія, що стояв разом з Женею біля будинку Чеберяка з баночкою пороху в руці. Як розповідав Шаховський, Андрій вдарив його ззаду і намагався вискочити йому на спину, за що Шаховський обізвав його «байстрюком»; дізнавшись ж, що Шаховський йде перевіряти сильця на птахів, довго прохав узяти його з собою. Це останнє свідчення про Андрія; зі слів самого Жені (від якого він згодом відмовлявся) можна також зрозуміти, що діти пішли грати на пустирі садиби Бернера, що розташовувалася на березі Дніпра за будинком Чеберяків. Додому Андрій не повернувся, мати і вітчим спочатку вирішили, що він залишився ночувати у тітки, але наступного ранку забили на сполох, повідомили в поліцію і дали оголошення в газеті «Київська думка».
20 березня гімназистом Єланським, що грав зі своїми товаришами в садибі Бернера, в неглибокій печері був знайдений труп Андрійка. Хлопчик був роздягнений до білизни і пов'язаний (як показала згодом експертиза, посмертно); на тілі було 47 колотих ран, нанесених великим шилом («швайкою»).

## Розслідування

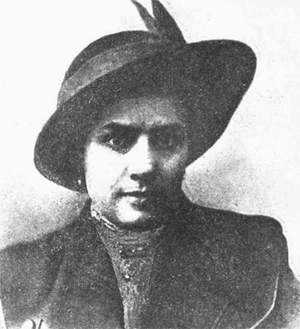
Віра Чеберяк

У вбивстві Андрія Ющинського був звинувачений прикажчик цегельного заводу, розташованого недалеко від місця виявлення трупа, Мендель Бейліс. Проте дані, зібрані з одного боку слідством, з іншого боку громадським комітетом на захист Бейліса, вказували, як на можливих вбивць, на наступних осіб: матір Жені Чеберяка, власницю притону і скупницю краденого Віру Чеберяк (вбиту в київському ЧК у 1919 році), а також злодіїв з її кубла: її зведеного брата Петра Сингаївського, Івана Латишева і Бориса Рудзинського.
Убивству передував ряд провалів зграї Чеберяків, які випадково збігалися, але створювали враження чиєїсь зради. 8 березня в ломбарді була арештована пані Чеберяк, що стала продавати крадене (Чеберяк, раніше здала в той же ломбард здобуток від іншої крадіжки, не знала, що здані нею речі були упізнані сином їх власника). Чеберяк назвалася чужим іменем і потім зуміла втекти з дільниці. Наступного дня, 9 березня, в лазні було арештовано чотирьох відвідувачів її кубла: Лісуна, Модзелевського, Михалкевича і Мосяка. Причиною було те, що Лісун був пізнаний городовим як відомий рецидивіст, позбавлений права проживання в Києві. А оскільки, будучи доставлені в дільницю, вони були упізнані городовим Лук'янівської ділянки як постійні відвідувачі квартири Чеберяк — на наступний день, тобто 10 березня, у Чеберяк був проведений обшук, і таким чином, по злодійському жаргону, «малина була провалена». Злодії не могли не шукати винуватця цієї серії провалів. Між тим, згідно з чутками, що ходили на Лук'янівці, в день вбивства Андрій посварився під час гри з Женею, причому Женя пригрозив сказати його матері, що він прогуляв заняття, а Андрій у відповідь — донести в поліцію, що Віра Чеберяк приймає крадене. Женя негайно повідомив про цю погрозу матері, що, мабуть, остаточно переконало злодіїв, що «домовий» пов'язаний з поліцією і є винуватцем провалів. Незабаром після цього Андрій повернувся до Чеберяк, у яких залишалися його речі (Шаховський відзначав, що бачив Андрійка без пальта і книг, які могли залишитися тільки у Чеберяк).
Зінаїда Малицька, яка проживала під квартирою Чеберяк, згодом дала покази, що 12 березня вона почула з квартири Чеберяк незвичайний шум, що змусив її насторожитися. Двері в квартиру Віри Чеберяк грюкнули, і біля дверей зупинилися якісь люди. Як тільки двері зачинилися, Малицька почула легкі дитячі та швидкі кроки від вхідних дверей у напрямку до сусідньої кімнати: мабуть, туди втікала дитина. Потім пролунали швидкі кроки дорослих людей в тому ж напрямку, потім долетів дитячий плач, потім писк, і, нарешті, почалася якась метушня. «Я і тоді подумала, що в квартирі Чеберяк відбувається щось незвичайне і щось дуже дивне … Чуючи того ранку в квартирі Чеберяк дитячий плач, мені ясно було, що дитину схопили і щось з нею зробили», — говорила Малицька. Як показала експертиза, Андрію заткнули рот шматком наволочки (знайденим згодом разом з тілом) і завдали кілька ударів швайкою (великим шилом) в голову, причому перші два були нанесені через кашкет, потім кашкет злетів. Від цих ударів він мабуть одразу знепритомнів. Потім тією ж швайкою завдали ударів у шию та серію ударів в тіло. Останній був нанесений прямо в серце, причому з такою силою, що на тілі залишився відбиток обідка швайки.

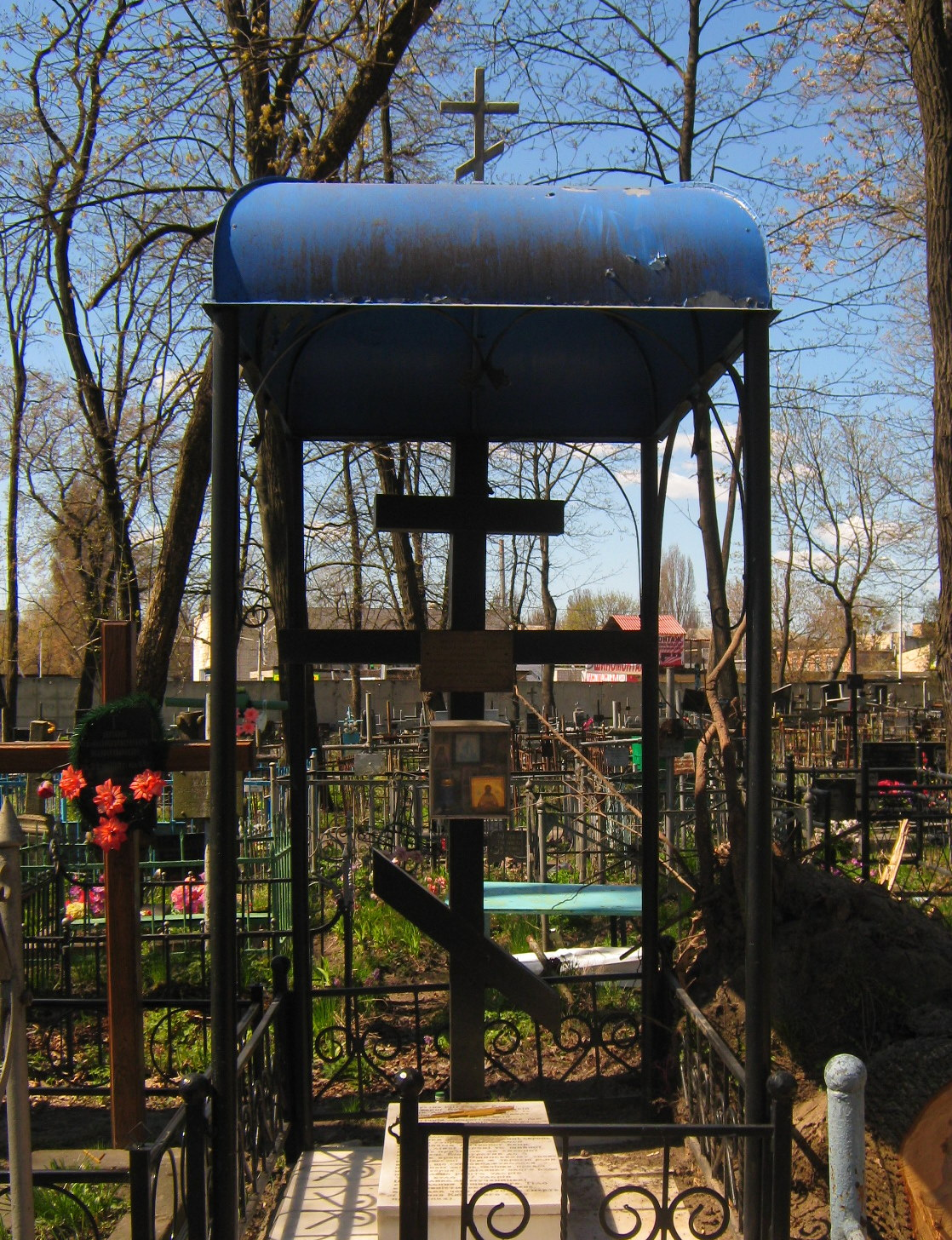
Могила Андрія Ющинського

Судячи з розповіді Сингаївського агентам громадського комітету Караєва і Махалина, ідея організації вбивства належала Рудзинському; мабуть, у нього ж спочатку виникла думка вбити «під жидів» (тобто так, щоб вбивство можна було пояснити «єврейським ритуалом»). Латишев, звичайно, був «мозковим центром» зграї, виявився «в мокрій справі слабкий» і його роль у вбивстві полягала в тому, що він тримав жертву; під час вбивства його навіть знудило; після цього він, вилаявши товаришів, вихопив у них швайку і завдав завершального удару в серце.

## Інше
Андрій Ющинський похований на Лук'янівському цвинтарі (ділянка №34, ряд 11, місце 41). До Жовтневого перевороту був намір збудувати йому мавзолей.